# Kohoutov (Bezdružice)
Kohoutov (německy Kahudowa) je malá vesnice, část města Bezdružice v okrese Tachov v Plzeňském kraji. Nachází se asi čtyři kilometry západně od Bezdružic. V roce 2011 zde trvale nikdo nežil.
Kohoutov leží v katastrálním území Kohoutov u Bezdružic o rozloze 1,85 km².

## Historie
První písemná zmínka o vesnici pochází z roku 1227.

## Obyvatelstvo
Při sčítání lidu v roce 1921 zde žilo 72 obyvatel (z toho třicet mužů) německé národnosti a římskokatolického vyznání. Podle sčítání lidu z roku 1930 měla vesnice 65 obyvatel: 64 Němců a jednoho cizince. Všichni byli římskými katolíky.
| Rok            | 1869 | 1880 | 1890 | 1900 | 1910 | 1921 | 1930 | 1950 | 1961 | 1970 | 1980 | 1991 | 2001 | 2011 | 2021 |
| -------------- | ---- | ---- | ---- | ---- | ---- | ---- | ---- | ---- | ---- | ---- | ---- | ---- | ---- | ---- | ---- |
| Počet obyvatel | 77   | 62   | 62   | 54   | 54   | 72   | 65   | 43   | 39   | 23   | 7    | 4    | 1    | 0    | 0    |
| Počet domů     | 9    | 10   | 10   | 10   | 10   | 10   | 12   | 10   | 10   | 5    | 3    | 5    | 5    | 4    | 5    |

## Obecní správa
Při sčítání lidu v letech 1850–1963 Kohoutov byl osadou obce Zhořec, se kterým patřil nejprve do okresu Teplá, ale v letech 1900–1930 v okrese Planá a v roce 1950 v okrese Stříbro. Od roku 1964 je částí města Bezdružice v okrese Tachov.